# Philip Van Zandt
Philip Van Zandt (* 4. Oktober 1904 in Amsterdam als Philip Pinheiro; † 15. Februar 1958 in Los Angeles, Kalifornien) war ein niederländisch-amerikanischer Schauspieler.

## Leben und Karriere
Philip Van Zandt wurde 1904 in Amsterdam geboren, der genaue Zeitpunkt seiner Übersiedlung nach Amerika ist unbekannt. Er selbst gab an, bereits in seiner frühen Jugend übergesiedelt zu sein und mit 15 Jahren Hollywood besucht zu haben.  Andere Quellen besagen, dass er erst Ende der 1920er-Jahre in die USA gekommen sei, als er bereits in seinem Heimatland erste Schauspielerfahrungen gesammelt hatte. Im Juni 1931 machte er in der Komödie A Regular Guy sein Broadwaydebüt, hier trat er bis 1938 in zehn weiteren Produktionen auf. Anschließend wandte er sich dem Filmgeschäft zu.
Zwischen 1939 und 1958 trat Van Zandt in fast 250 Film- und Fernsehproduktionen in Hollywood auf, was ihn zu einem vielbeschäftigten Schauspieler machte, wenngleich seine Rollen meistens nur kleiner Natur waren. Wie er besetzt wurde, hing oft davon ab, ob er seinen dünnen Schnurrbart trug: Ohne diesen wurde er auf eher durchschnittliche Typen besetzt, mit diesem auf Schurkenrollen. In vielen Kurzfilmen der Three Stooges war er als deren Gegenspieler zu sehen, mehrmals als Verbrecher, Miesepeter oder verrückter Wissenschaftler. In den Komödien Schrecken aller Spione (1943) und Der große Knall (1944) mimte er auch Widersacher von Laurel und Hardy. In der Zeit des Zweiten Weltkrieges spielte Van Zandt, offenbar wegen seiner europäischen Herkunft, oftmals feindliche Spione oder Offiziere, etwa in Tarzan und die Nazis. Teil der Filmgeschichte wurde der Schauspieler vor allem durch eine kleine, aber für das Handlungskonstrukt entscheidende wichtige Rolle in Citizen Kane: Van Zandt spielt zu Filmanfang den Chefredakteur der Nachrichtensendung, der den jungen Reporter auf die Suche nach der Bedeutung des Wortes „Rosebud“ losschickt.
Eine von ihm gegründete Schauspielschule blieb erfolglos, zugleich verspielte Van Zandt durch Glücksspielsucht in den 1950er-Jahren sein gesamtes Vermögen. Er starb im Februar 1958 mit nur 53 Jahren durch Suizid mit einer Überdosis Schlaftabletten.

## Filmografie (Auswahl)
- 1939: Those High Grey Walls
- 1941: Citizen Kane
- 1941: So Ends Our Night
- 1941: Agenten der Nacht (All Trough the Night)
- 1942: Tarzan und die Nazis (Tarzan Triumphs)
- 1942: The Devil with Hitler
- 1942: Sabotageauftrag Berlin (Desperate Journey)
- 1942: Wake Island
- 1942: Reunion in France
- 1942: Der unsichtbare Agent (Invisible Agent)
- 1943: Auch Henker sterben (Hangman Also Die!)
- 1943: Laurel und Hardy – Schrecken aller Spione (Air Raid Wardens)
- 1943: In Freundschaft verbunden (Old Acquaintance)
- 1943: Gefährliche Flitterwochen (Above Suspicion)
- 1943: Tarzan, Bezwinger der Wüste (Tarzan’s Desert Mystery)
- 1944: Drachensaat (Dragon Seed)
- 1944: Laurel und Hardy – Der große Knall (The Big Noise)
- 1944: Frankensteins Haus (House of Frankenstein)
- 1944: Dr. Wassells Flucht aus Java (The Story of Dr. Wassell)
- 1944: Der Ring der Verschworenen (The Conspirators)
- 1946: Blonder Lockvogel (Decoy)
- 1946: Gilda
- 1946: Eine Nacht in Casablanca (A Night in Casablanca)
- 1946: Irgendwo in der Nacht (Somewhere in the Night)
- 1946: Tag und Nacht denk’ ich an Dich (Night and Day)
- 1946: Mit Pinsel und Degen (Monsieur Beaucaire)
- 1946: Flucht von der Teufelsinsel (The Return of Monte Cristo)
- 1947: California
- 1947: Die Lady von Shanghai (The Lady from Shanghai)
- 1947: Unser Leben mit Vater (Life with Father)
- 1947: Die falsche Sklavin (Slave Girl)
- 1948: Spiel mit dem Tode (The Big Clock)
- 1948: Straße ohne Namen (The Street with No Name)
- 1948: Liebesnächte in Sevilla (The Loves of Carmen)
- 1948: Die Nacht hat tausend Augen (Night Has a Thousand Eyes)
- 1948: Achtung! Atomspione! (Walk a Crooked Mile)
- 1949: Blutsfeindschaft (House of Strangers)
- 1949: Zum Zerreißen gespannt (Tension)
- 1949: Spielfieber (The Lady Gambles)
- 1949: Der Agent aus der Hölle (Alias Nick Beal)
- 1950: Macao
- 1950: Where Danger Lives
- 1950: Flammendes Tal (Copper Canyon)
- 1950: Der letzte Musketier (Cyrano de Bergerac)
- 1950: Der Rebell (The Flame and the Arrow)
- 1950: Der geheimnisvolle Ehemann (The Jackpot)
- 1950: Das skandalöse Mädchen (The Petty Girl)
- 1950: Zwischen Mitternacht und Morgen (Between Midnight and Dawn)
- 1951: Ein Satansweib (His Kind of Woman)
- 1951: Rommel, der Wüstenfuchs (The Desert Fox: The Story of Rommel)
- 1951: Frauenraub in Marokko (Ten Tall Men)
- 1951: U-Kreuzer Tigerhai (Submarine Command)
- 1951: Der Rächer von Casamare (Mask of the Avenger)
- 1952: Viva Zapata!
- 1952: Die Söhne der drei Musketiere (At Sword’s Point)
- 1952: Abu Andar, Held von Damaskus (The Thief of Damascus)
- 1952: Der Sohn von Ali Baba (Son of Ali Baba)
- 1952: Aus Liebe zu Dir (Because of You)
- 1953: Verwegene Gegner (Ride, Vaquero!)
- 1954: In den Kerkern von Marokko (Yankee Pasha)
- 1954: Massai (Apache)
- 1954: Es wird immer wieder Tag (The High and the Mighty)
- 1954: Die Lachbombe (Knock on Wood)
- 1954: Der Zirkusclown (3 Ring Circus)
- 1955: Geheimring 99 (The Big Combo)
- 1955: Die Unbezähmbaren (Untamed)
- 1955: Über den Dächern von Nizza (To Catch a Thief)
- 1956: In 80 Tagen um die Welt (Around the World in Eighty Days)
- 1957: Der Einsame (The Lonely Man)
- 1957: Der 27. Tag (The 27th Day)
- 1957: Dein Schicksal in meiner Hand (Sweet Smell of Success)
- 1957: Der Mann mit den 1000 Gesichtern (Man of a Thousand Faces)
- 1957: Stolz und Leidenschaft (The Pride and the Passion)
- 1957: Corky und der Zirkus (Circus Boy) (Fernsehserie, 1 Folge)
- 1958: Fifi Blows Her Top (Kurzfilm)